# 柴毅
柴毅（1958年—），中华人民共和国政治人物，山西浑源人，前大同市国有资产监督管理委员会党委书记兼副主任，硕士研究生学历。

## 生平
1974年3月参加工作，1984年12月加入中国共产党。1993年进入大同市政坛，历任大同市第二物资集团公司副总经理、大同市第二物资集团公司党委书记、大同市接待办主任、大同市商贸委党组书记兼主任等职。
2004年7月，柴毅任大同市国有资产监督管理委员会党委书记兼副主任，2018年5月从任上退休。2021年，柴毅因严重违纪违法被立案审查调查，同期被开除党籍。